# Torneo de Hong Kong 2024
El Hong Kong Tennis Open 2024 fue un torneo de tenis profesional jugado en canchas duras. Fue la 11ª edición del torneo, siendo parte de la WTA Tour 2024. Se disputa en el Victoria Park Tennis Stadium de Hong Kong sobre pista dura al aire libre.

## Distribución de puntos
| Modalidad           | Campeona | Finalista | Semifinales | Cuartos de final | 2.ª ronda | 1.ª ronda | Clasificadas | 2.ª ronda de clasificación | 1.ª ronda de clasificación |
| Individual femenino | 250      | 163       | 93          | 54               | 30        | 1         | 18           | 12                         | 1                          |
| Dobles femenino     | 250      | 163       | 93          | 54               | 1         | -         | -            | -                          | -                          |

## Cabezas de serie

### Individuales femenino
| Tenista            | Ranking | Preclasificada |
| Diana Shnaider     | 16      | 1              |
| Katie Boulter      | 33      | 2              |
| Leylah Fernandez   | 35      | 3              |
| Anastasia Potapova | 37      | 4              |
| Wang Xinyu         | 39      | 5              |
| Lulu Sun           | 41      | 6              |
| Yuan Yue           | 44      | 7              |
| Clara Tauson       | 53      | 8              |

- Ranking del 21 de octubre de 2024.

### Dobles femenino
| Tenista                           | Ranking | Preclasificada |
| Aldila Sutjiadi Xu Yifan          | 80      | 1              |
| Tereza Mihalíková Olivia Nicholls | 84      | 2              |
| Ulrikke Eikeri Makoto Ninomiya    | 101     | 3              |
| Shuko Aoyama Eri Hozumi           | 107     | 4              |

## Campeonas

### Individual femenino
Diana Shnaider venció a  Katie Boulter por 6-1, 6-2

### Dobles femenino
Ulrikke Eikeri /  Makoto Ninomiya vencieron en la final a  Shuko Aoyama /  Eri Hozumi por 4-6, 6-4, [11-9]